# Massepha rufescens
Massepha rufescens is een vlinder van de familie van de grasmotten (Crambidae), uit de onderfamilie van de Spilomelinae. De wetenschappelijke naam van deze soort is voor het eerst voorgesteld door George Francis Hampson in een publicatie uit 1912.
De soort komt voor in India (Tamil Nadu).